# 土屋武則
土屋 武則（つちや たけのり、1927年（昭和2年）1月2日 - 2003年（平成15年）4月19日）は、昭和後期から平成初期の地方公務員、政治家。長野県中野市長。

## 来歴
長野県下高井郡中野町（現中野市）生まれ。1943年（昭和18年）12月、中野農商学校（現長野県中野立志館高等学校）農業科を卒業。1955年（昭和30年）4月、中野市役所に入庁し、1960年（同35年）農政課長、1968年（昭和43年）市民課長、1969年（昭和44年）総務課長などを歴任し、1977年（昭和52年）11月、助役に就任した。
1984年（昭和59年）2月、中野市長選挙で当選し、1996年（平成8年）2月まで3期務めた。在任中は千曲川、夜間瀬川の防災体制の整備や福祉政策に力を入れた。その他、中野市土地開発公社専務理事などを務めた。